# Реџ Џакли
Реџ Џакли (алб. Rexh Xhakli; Фјер, 8. август 1938 — Њу Џерзи, 5. април 2020) био је албански предузетник, политички активиста и филантроп. Био је важна личност албанске заједнице у САД, који је имао истакнуту улогу у лобирању за независност Косова. Председник Албаније му је 2021. године постхумно доделио одликовање част нације, што је највеће одликовање које се додељује у Албанији.

## Биографија
Рођен је 8. августа 1938. године у Фјеру. Основно и средње образовање завршио је у Урошевцу и Приштини, а затим је наставио стдије на Свеучилишту у Загребу. Био је приморан да прекине студије како би избегао прогон владе Александра Ранковића након што га је затворила Управа државне безбедности. Средином 1960-их емигрирао је у САД на политички азил, где се залагао за пад комунизма у Албанији и независност Косова. Један је од оснивача лобистичке групе Албанско-амерички грађански савез. Био је посвећен пружању заштите албанским избеглицама током рата на Косову и Метохији пружањем стамбене и друге материјалне помоћи.